# Gödsel
Gödsel, gödselmedel, gödningsmedel eller gödningsämne, är substanser som används för att förbättra jordmånen, inom trädgårds- och jordbruk, för att främst få de odlade växterna att växa snabbare.
En förutsättning för att driva hållbart jordbruk är att man ger tillbaka lika mycket växtnäring som går bort med grödan och lakas ut med nederbördsöverskottet. I människans tidiga historia var jordbrukarna nomader, och behövde inte tänka på utarmning, men när man bosatte sig längre tider på samma plats var man tvungna att lära sig om kretsloppet av näring och utnyttjande av växelbruk. Man kan i princip säga att användning av gödsel är en av förutsättningarna för människors möjlighet att bli bofasta.

## Typer
Man skiljer på huvudkategorierna naturgödsel, som utgörs av bland annat djurspillning, benmjöl och kompost, och å andra sidan handelsgödsel (även kallat konstgödsel eller mineralgödsel), som består av industriellt behandlade mineraler. NPK är en typ av konstgödsel som är ett kväve-fosfor-kalium gödsel. Kvävet fixeras från luften och blandas med övriga mineraler. Även mänsklig avföring går att använda för gödsling (se pudrett).
Många lantbruk har en gödselstack, det vill säga en stor hög med gödsel.

## Gödsling

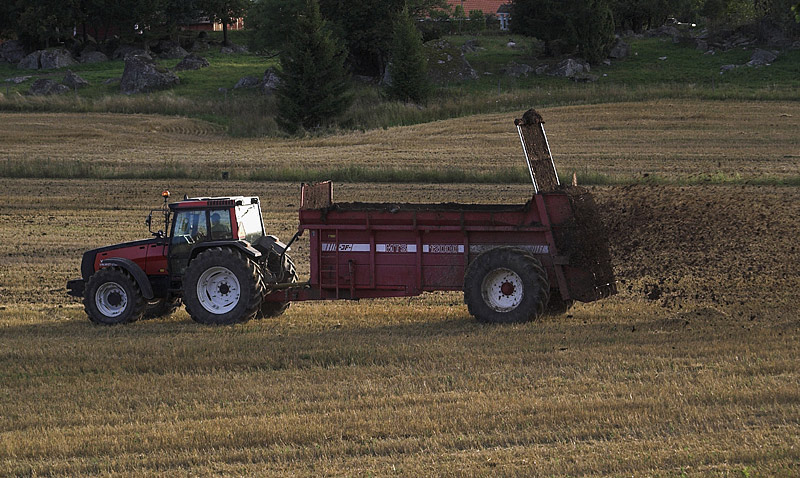
Fastgödselspridare

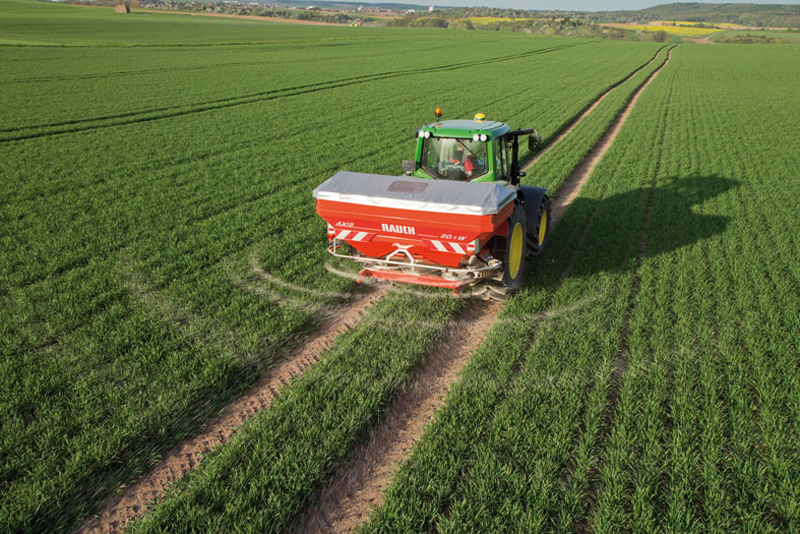
Centrifugalspridare

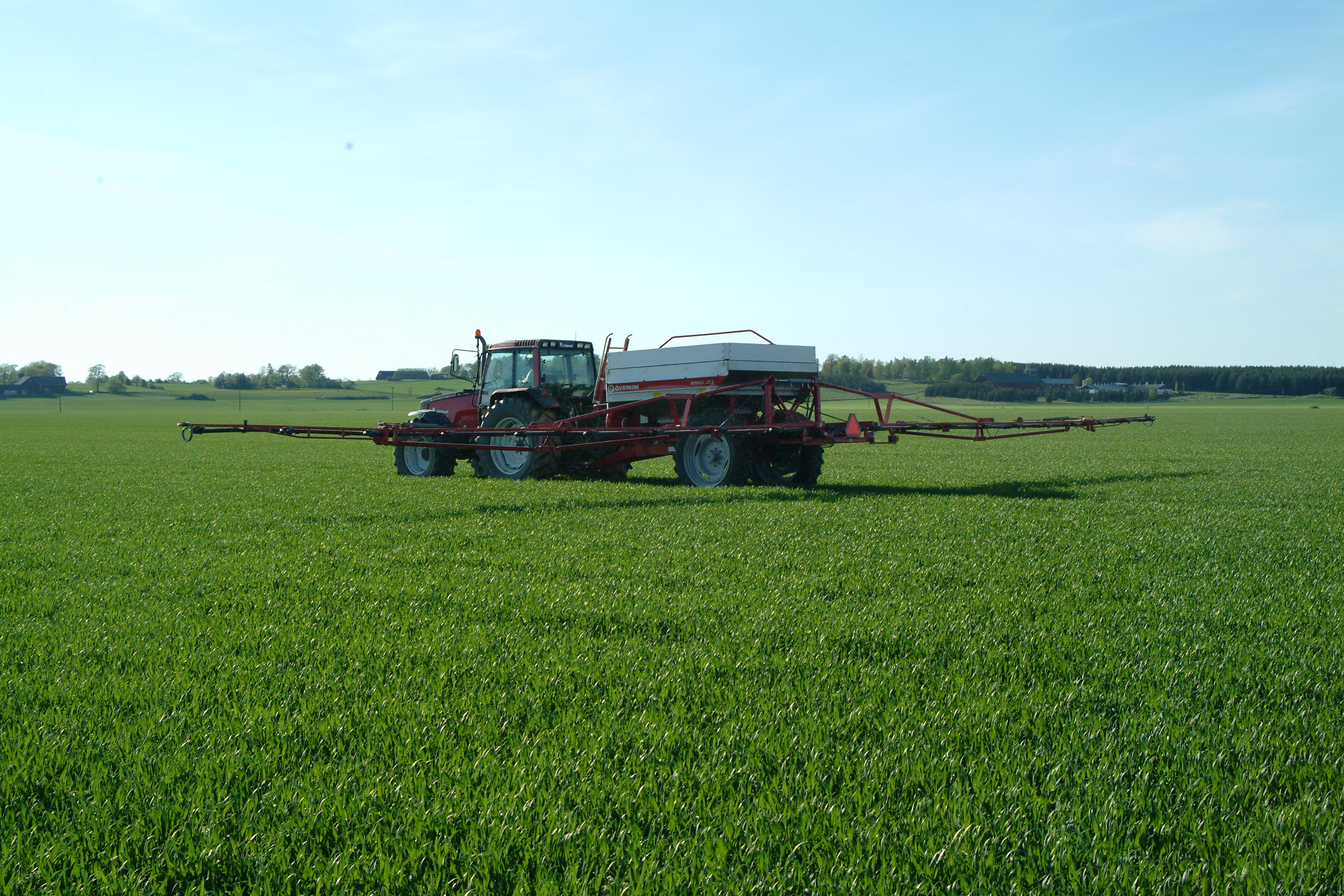
Rampspridare

För att sprida de olika typerna av gödsel används olika varianter av maskiner. 

### Naturgödselspridning
För att sprida animaliegödsel som delas upp i kategorierna flyt och fast kletgödsel används speciella spridare. 
Flytgödsel består av urin och träck som lagras i stora brunnar i anslutning till djuren. För att sprida flytgödsel används i vanliga fall en gödseltunna. Det går att jämföra med en tankbil. För att sprida flytgödseln används antingen skiva eller en ramp för att få ut gödseln. Myllningsaggregat som pressar ned gödseln direkt i backen finns också.
Fastgödseln är separerad från urinen vilket gör att den kan lagras på hög. För att sprida den används fastgödselspridare. Den består av en kärra som med en matta som transporterar gödseln bakåt till centrifugerande valsar som sprider gödseln jämnt över fältet.

### Mineralgödselspridning
För mineralgödsel används antingen rampspridare eller centrifugalspridare. Dessa maskiner fördelar gödseln ovanpå marken och den behöver sedan brukas ned med hjälp av en harv.
Även direktgödsling av mineralkväve förekommer, vilket innebär att mineralgödseln sprids samtidigt som utsädet sås. 
När växterna lider brist på någon mikronäring, kan denna tillföras genom bladgödsling i växande gröda. Det innebär att mikronäringen sprids genom en lantbruksspruta, ofta i samband med bekämpning av ogräs, svamp, eller insekter.

## Energianvändning
Produktionen av syntetisk ammoniak förbrukar för närvarande cirka 5 % av världens naturgas, vilket är något under 2 % av världens energiproduktion.
Ett annat problem med oorganiska gödselmedel är att de nu produceras på ett sätt som inte kan fortsätta på obestämd tid. Kalium och fosfor kommer från gruvor (eller saltsjöar som Döda havet) och sådana resurser är begränsade. Kvävekällor är i princip eviga (då kväve utgör över 70 % av atmosfäriska gaser), dock tillverkas kvävegödsel för närvarande med hjälp av fossila bränslen som naturgas och kol, som är begränsade.

## Gödslingsrekommendationer
För att minska lantbrukets miljöpåverkan samt värna om lantbrukarnas ekonomi utfärdas varje år en uppdaterad rapport med rekommendationer för gödsling  och kalkning från jordbruksverket. Rekommendationerna baseras på analyser av markens växtnäringsinnehåll kombinerat med kunskap om grödans näringsbehov samt uppskattad skördenivå.